# Vic Finkelstein
Victor (Vic) Berel Finkelstein, né le 25 janvier 1938 à Johannesbourg et mort le 30 novembre 2011 est un militant et écrivain. Finkelstein est un pionnier du modèle social du handicap et une figure majeure du mouvement pour les droits des personnes handicapées,.

## Biographie
Finkelstein grandit à Durban, en Afrique du Sud. Il étudie à l'université du KwaZulu-Natal et de Pietermaritzbourg, puis obtient un master en psychologie à l'université du Witwatersrand à Johannesbourg. En 1954, il se blesse de façon grave en pratiquant le saut à la perche, ce qui le laisse paralysé. 
Pendant ses études, il s'implique dans la lutte contre l'apartheid, ce qui mène à être arrêté en 1966. Il est torturé en prison, puis condamné à 18 mois d'emprisonnement dont 15 avec sursis. Il quitte l'Afrique du Sud après sa libération, pendant cinq ans, de 1967 à 1972.
Finkelstein immigre au Royaume-Uni en 1968 sous le statut de réfugié et joint le mouvement naissant pour les droits civiques des personnes handicapées.
En 1972, Finklestein fonde l'Union des Handicapés Moteurs contre la Ségrégation (Union of the Physically Impaired Against Segregation - UPIAS) avec Paul Hunt, la première organisation nationale pour les personnes handicapées au Royaume-Uni. L'UPIAS a fortement contribué à populariser le modèle social du handicap ainsi qu'à l'établissement au Royaume-Uni du mouvement pour la vie autonome. 
Finkelstein enseigne ensuite à Open University, puis devient chercheur au Centre pour les Études sur le Handicap de l'Université de Leeds. Il est considéré comme l'un des figures majeures de l'histoire du mouvement pour les droits du handicap et dans le domaine des Disability Arts.
Son épouse meurt en 1993, et lui en novembre 2011.